# Real Federación Española de Atletismo
La RFEA (Real Federación Española de Atletismo) è un organismo sportivo spagnolo che ha il compito di promuovere la pratica dell'atletica leggera e coordinarne le attività dilettantistiche ed agonistiche.

## Consiglio federale
- Presidente:
  -  José María Odriozola
- Vice presidenti:
  -  Jose Enrique Lopez Cuenca
  -  Marta Dominguez Azpeleta
  -  Roma Cuyas Sol
  -  Gerardo Garcia Alaguero
- Segretario generale:
  -  Jose Luis de Carlos Macho

## Partner ufficiali
- Divina Pastora
- Joma
- Kinder
- Kyocera
- Mondo